# Partido Verde Ecologista de México
Partido Verde Ecologista de México (PVEM) är ett grönt politiskt parti i Mexiko och ett av de sex partier som är representerade i den mexikanska kongressen.
I president- och senatsvalen år 2000 hade PVEM ett valtekniskt samarbete med Nationella allianspartiet (NAP) under den gemensamma beteckningen Allians för förändring. Alliansen förde Vicente Fox Quesada till presidentmakten men sprack redan efter ett år.
Sedan dess har PVEM ofta allierat sig med det Institutionella revolutionspartiet (PRI).
Partiet har 13 representanter i Mexikos parlaments underhus och 7 i överhuset.   